# Sécurité nucléaire

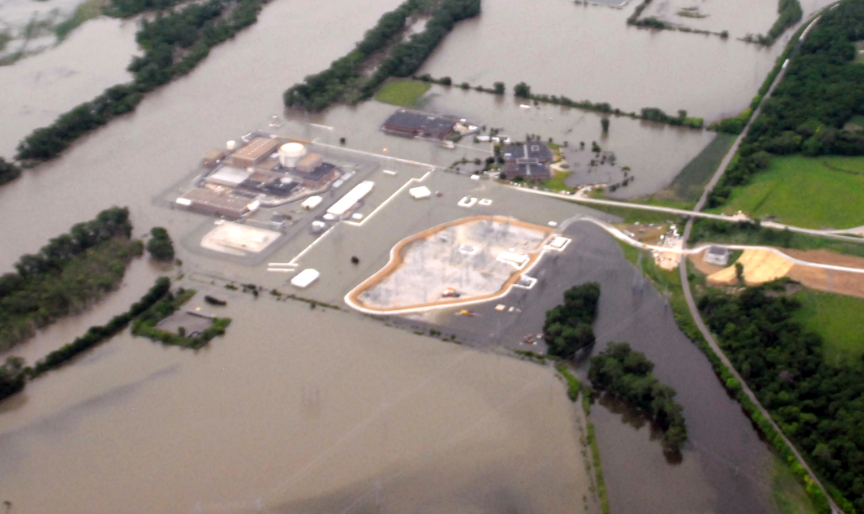
Protection dans l'urgence, par deux digues et une route, de la centrale nucléaire de Fort Calhoun, lors d'une crue de la rivière Missouri, ici le 16 juin 2011 (Nebraska, rive ouest du Missouri, 30 km au nord d'Omaha), alors à l'arrêt pour des raisons d'entretien.

La sécurité nucléaire  est l'ensemble des mesures (actives ou passives, préventives ou correctrices) et des moyens techniques et organisationnels mis en œuvre pour protéger les installations nucléaires, les matières nucléaires, les autres sources radioactives et leur transport contre des actes malveillants, qu'ils soient internes ou externes, pour garantir l'absence de conséquence inacceptable pour les populations et l'environnement. Ces actes malveillants incluent notamment le vol, le sabotage, l'accès non autorisé et le transfert illégal. La sécurité nucléaire repose aussi sur des mesures telles que la sécurisation physique des sites, le contrôle d'accès, la surveillance permanente et la vérification des antécédents du personnel.
En général, la sécurité nucléaire est distincte de la sûreté nucléaire, laquelle se concentre sur la prévention des accidents nucléaires et la limitation de leurs conséquences par le maintien de l'intégrité des mécanismes, processus, outils ou instruments mettant en œuvre de la matière radioactive (en Suisse, ces deux concepts ont une définition inversée et en France ils sont parfois confondus).

## Définition
Selon les standards de l'Agence internationale de l'énergie atomique (AIEA) et le consensus international, la sécurité nucléaire a pour objectif fondamental la protection des personnes et de l'environnement contre les actes malveillants (tels le vol, le détournement et le sabotage) visant les matières nucléaires et autres sources radioactives, leurs installations ou leur transport,,.
La sécurité nucléaire (nuclear security en anglais, nukleare Sicherung en allemand) est donc distincte de la sûreté nucléaire (nuclear safety, nukleare Sicherheit), qui concerne le maintien de l'intégrité des mécanismes, processus, outils ou instruments contenant de la matière radioactive,, ; néanmoins, certaines confusions sont possibles. En France, une confusion a été introduite par la loi no 2006-686 du 13 juin 2006 relative à la transparence et à la sécurité en matière nucléaire (dite « Loi TSN »), qui précise que « la sécurité nucléaire comprend la sûreté nucléaire, la radioprotection, la prévention et la lutte contre les actes de malveillance, ainsi que les actions de sécurité civile en cas d'accident ».
En Suisse, les termes « sûreté » et « sécurité » sont employés en sens inverse de celui adopté par l'AIEA.

## Contexte international
Historiquement et dans le contexte de la guerre froide, la menace prééminente était le vol ou le détournement de matières nucléaires pour permettre la fabrication d'une arme nucléaire. C'est pourquoi les États se sont organisés pour lutter d'abord contre la prolifération nucléaire (par la signature du traité sur la non-prolifération entré en vigueur en 1970) puis contre le trafic de matières nucléaires.
Plus récemment la guerre qui fait suite à l'invasion de l'Ukraine par l'armée russe a mis en évidence la vulnérabilité des centrales nucléaires en contexte de guerre.

### Agence internationale pour l'énergie atomique (AIEA)

#### Historique
À partir de 1970, l'Agence internationale de l'énergie atomique (AIEA) a permis aux États d'échanger sur les problématiques de protection des matières nucléaires contre le vol et le détournement. Ces travaux ont été synthétisés en 1972. Toujours sous l'égide de l'AIEA, ces recommandations ont été suivies de négociations qui ont débouché le 28 octobre 1979 sur la Convention sur la protection physique des matières nucléaires (CPPMN). Cette convention, entrée en vigueur le 8 février 1987, définit les mesures de protection physique qui doivent être appliquées aux matières nucléaires en cours de transport international, et celles ayant trait aux infractions pénales mettant en jeu des matières nucléaires.
Prenant en compte le retour d'expérience (REX) des attentats du 11 septembre 2001, les parties à la CPPMN ont adopté le 8 juillet 2005 par consensus un amendement à cette convention. Cet amendement, entré en vigueur le 8 mai 2016, étend significativement l'étendue de la convention à l'ensemble des actes de malveillance et des actions terroristes, et notamment le sabotage des matières ou des installations nucléaires. Il permet également de rendre la protection des installations et des matières nucléaires employées à des fins pacifiques pendant leur utilisation, leur entreposage et leur transport sur le territoire national juridiquement contraignante aux États parties. Enfin, afin de permettre aux États de mettre en place un système approprié de protection des matières et des installations nucléaires, cet amendement définit 12 principes fondamentaux à appliquer :
- responsabilité de l'État ;
- responsabilités pendant un transport international ;
- cadre législatif et réglementaire ;
- autorité compétente ;
- responsabilité des détenteurs d'agréments ;
- culture de sécurité ;
- menace ;
- approche graduée ;
- défense en profondeur ;
- assurance de la qualité ;
- plans d'urgence ;
- confidentialité.

En 1995, l'AIEA a créé un Service consultatif international sur la protection physique (IPPAS) pouvant réaliser des missions d'audit. Ces missions IPPAS, réalisées par des équipes d'experts internationaux en sécurité nucléaire, permettent d'aider les États qui en font la demande à renforcer leurs mesures, leurs systèmes et leurs régimes nationaux de sécurité nucléaire.
En 1995, l'AIEA a également mis en place une base de données sur les incidents et les cas de trafic (ITDB) permettant aux États de signaler tous les incidents, y compris les tentatives réussies, avortées ou déjouées, relatifs à l'acquisition non autorisée (vol, fourniture, possession, utilisation, transfert ou cession), à la perte ou à la découverte de matières nucléaires et d'autres matières radioactives, avec ou sans mouvement transfrontière, ainsi qu'aux tentatives d'escroquerie.
En 2002, l'AIEA a mis en place un plan de sécurité nucléaire qui est révisé tous les quatre ans. Son objectif est de contribuer à accroître la sécurité des activités nucléaire dans le monde.
En 2013, une initiative de la communauté internationale crée une conférence internationale sur la sécurité nucléaire (ICONS) organisée par l'AIEA qui se réunit tous les 3 ans à Vienne :
- la première édition s'est déroulée en juillet 2013 et a permis de concrétiser le rôle central de l'AIEA dans le domaine de la sécurité nucléaire ;
- la deuxième édition s'est déroulée du 5 au 9 décembre 2016 et a réuni 2 000 personnes, dont 47 ministres, provenant de 139 pays et 29 organisations internationales ; cette édition a confirmé l'importance de la sécurité nucléaire régionale et mondiale[15]. Les principaux thèmes abordés lors des sessions de travail ont été le cyberterrorisme, la protection physique des installations nucléaires, la prévention des trafics illégaux ainsi que la formation et l'éducation ;
- la troisième édition s'est déroulée du 10 au 14 février 2020 et a réuni plus de 2 000 personnes, dont 57 ministres, provenant de plus de 130 pays et 35 organisations internationales ; cette édition a permis de réaffirmer l'engagement commun de renforcer la sécurité nucléaire[16].

#### Référentiel de l'AIEA
Le référentiel de préconisation de l'Agence internationale de l'énergie atomique est regroupé dans la collection « Sécurité nucléaire », répartie en quatre types de recueils de publications qui ne sont pas toutes traduites en français.
Les fondements de la sécurité nucléaire, définissant l'objectif fondamental et les éléments essentiels du régime de sécurité nucléaire :
- no 20 : Objectif et éléments essentiels du régime de sécurité nucléaire d'un État.

Les recommandations, énonçant les mesures devant être prises pour instaurer et maintenir un régime de sécurité nucléaire efficace :
- no 13 : Recommandations de sécurité nucléaire sur la protection physique des matières nucléaires et des installations nucléaires (INFCIRC/225/Révision 5) ;
- no 14 : Recommandations de sécurité nucléaire relatives aux matières radioactives et aux installations associées ;
- no 15 : Recommandations de sécurité nucléaire sur les matières nucléaires et autres matières radioactives non soumises à un contrôle réglementaire ;

Les guides d'application (fournissant des orientations sur la façon d'appliquer les recommandations) :
- no 2-G : Nuclear Forensics in Support of Investigations ;
- no 8-G : Preventive and Protective Measures against Insider Threats ;
- no 11-G : Security of Radioactive Material in Use and Storage and of Associated Facilities ;
- no 19 : Établissement de l'infrastructure de sécurité nucléaire pour un programme électronucléaire ;
- no 21 : Systèmes et mesures de sécurité nucléaire pour la détection des matières nucléaires et autres matières radioactives non soumises à un contrôle réglementaire ;
- no 22-G : Radiological Crime Scene Management ;
- no 23-G : Sécurité de l'information nucléaire ;
- no 24-G : Risk Informed Approach for Nuclear Security Measures for Nuclear and Other Radioactive Material out of Regulatory Control ;
- no 25-G : Utilisation de la comptabilité et du contrôle des matières nucléaires à des fins de sécurité nucléaire dans les installations ;
- no 26-G : Security of Nuclear Material in Transport ;
- no 27-G : Physical Protection of Nuclear Material and Nuclear Facilities (Implementation of INFCIRC/225/Revision 5) ;
- no 29-G : Developing Regulations and Associated Administrative Measures for Nuclear Security ;
- no 30-G : Sustaining a Nuclear Security Regime ;
- no 31-G : Building Capacity for Nuclear Security ;
- no 35-G : Security during the Lifetime of a Nuclear Facility ;
- no 36-G : Preventive Measures for Nuclear and Other Radioactive Material out of Regulatory Control ;
- no 37-G : Developing a National Framework for Managing the Response to Nuclear Security Events.

Les orientations techniques, détaillant les méthodes et les techniques particulières appropriées pour mettre en œuvre les mesures de sécurité nucléaire :
- no 2 : Nuclear Forensics Support ;
- no 3 : Monitoring for Radioactive Material in International Mail Transported by Public Postal Operators ;
- no 4 : Engineering Safety Aspects of the Protection of Nuclear Power Plants against Sabotage ;
- no 5 : Identification des sources et des dispositifs radioactifs ;
- no 6 : Combating Illicit Trafficking in Nuclear and Other Radioactive Material ;
- no 12 : Educational Programme in Nuclear Security ;
- no 16 : Identification of Vital Areas at Nuclear Facilities ;
- no 17 : La sécurité informatique dans les installations nucléaires ;
- no 28-T : Self-assessment of Nuclear Security Culture in Facilities and Activities ;
- no 32-T : Establishing a System for Control of Nuclear Material for Nuclear Security Purposes at a Facility during Use, Storage and Movement ;
- no 33-T : Computer Security of Instrumentation and Control Systems at Nuclear Facilities ;
- no 34-T : Planning and Organizing Nuclear Security Systems and Measures for Nuclear and Other Radioactive Material out of Regulatory Control ;
- no 39-T : Developing a Nuclear Security Contingency Plan for Nuclear Facilities.

### Sommets sur la sécurité nucléaire (SSN)
Sur l'initiative du Président des États-Unis, Barack Obama en avril 2009, un cycle de Sommets sur la sécurité nucléaire (SSN) s'est mis en place pour réunir des chefs d'État autour des questions de sécurité nucléaire :
- le premier Sommet sur la sécurité nucléaire qui s'est tenu à Washington DC en 2010 était consacré au terrorisme nucléaire, identifié comme une menace forte pour la sécurité internationale ; la nécessité d'un effort conjoint pour sécuriser les matériaux nucléaires et du renforcement de la coopération dans le domaine de la sécurité nucléaire y a été soulignée ;
- le deuxième Sommet sur la sécurité nucléaire qui s'est tenu à Séoul en 2012 a été notamment consacré à la question du terrorisme radiologique par l'utilisation potentielle de sources radioactives à des fins malveillantes ;
- le troisième Sommet sur la sécurité nucléaire s'est tenu à La Haye en 2014 ;
- le quatrième Sommet sur la sécurité nucléaire qui s'est tenu à Washington DC en 2016 a permis d'approuver cinq plans d'actions pour des organisations internationales et des institutions compétentes dans le domaine de la sécurité nucléaire, notamment l'AIEA, permettant de renforcer :
  - l'architecture globale de sécurité nucléaire ;
  - la contribution des États parties à la sécurité nucléaire au sein de ces organisations.

### Conférences internationales des régulateurs sur la sécurité nucléaire
Depuis 2012, les autorités de sécurité nucléaire se réunissent régulièrement pour discuter et échanger afin de renforcer les approches réglementaires en matière de sécurité dans les installations civiles dans le cadre de conférences internationales sur la sécurité nucléaire (International Regulators Conference on Nuclear Security) :
- La première conférence a été organisée en décembre 2012 à Washington DC par la Commission de réglementation nucléaire des États-Unis (NRC) avec l'objectif de sensibiliser davantage sur l'importance des régimes nationaux de sécurité nucléaire et de nouer des relations entre les différentes autorités nationales chargées de la sécurité des matières nucléaires et radioactives ;
- La deuxième conférence a été organisée en mai 2016 à Madrid par le Conseil de sécurité nucléaire (CSN)[18] avec l'objectif de renforcer les capacités internationales en matière de sécurité nucléaire et de soutenir la mise en œuvre de bonnes pratiques dans ce domaine ;
- La troisième conférence est organisée en octobre 2019 à Marrakech par l'Agence marocaine de sûreté et de sécurité nucléaires et radiologiques (AMSSNuR)[19],[20].

### Conférences de l'Agence internationale de l'énergie atomique
La conférence de 2011 est induite par l'accident de Fukushima et celle de 2016 et « s'adresse aux hauts fonctionnaires et aux experts techniques en matière d'EPR (emergency preparedness and response) ». Fin 2025, une conférence internationale porte sur les urgences nucléaires et radiologiques. Elle doit faire un point sur l'état de la préparation et la réponse aux incidents et examiner les nouveaux défis posés par les menaces émergentes (y compris le terrorisme nucléaire et les cyberattaques), et élaborer une feuille de route pour les futurs installations et procédures. Les organismes de réglementation, les organismes d'intervention (tels que les services médicaux, les forces de l'ordre et la protection civile), les organisations d'exploitation, les organisations de soutien technique et d'autres personnes impliquées dans le sujet sont invitées à contribuer.Ces conférences internationales, comme les accords et conventions telle la Convention sur l'assistance en cas d'accident nucléaire ou de situation d'urgence radiologique (1986) et la Convention sur la notification rapide d'un accident nucléaire (1986), soulignent l'importance d'une coopération et coordination internationale concernant le risque nucléaire.

## En Amérique

### Au Canada

#### Réglementation canadienne
La réglementation canadienne découle essentiellement de :
- la loi sur la sûreté et la réglementation nucléaires (dite "LSRN") ;
- la loi sur le terrorisme nucléaire ;
- le règlement général sur la sûreté et la réglementation nucléaires, référencé DORS/2000-202 ;
- le règlement sur la sécurité nucléaire, référencé DORS/2000-209 ;
- le règlement sur le contrôle de l'importation et de l'exportation aux fins de la non-prolifération nucléaire, référencé DORS/2000-210 ;
- le règlement sur les sanctions administratives pécuniaires de la Commission canadienne de sûreté nucléaire, référencé DORS/2013-139 ;
- le document d'application de la réglementation "Sites à sécurité élevée, tome I : Force d'intervention pour la sécurité nucléaire", référencé REGDOC-2.12.1[24] ;
- le document d'application de la réglementation "Sites à sécurité élevée, tome II : Critères pour les systèmes et dispositifs de sécurité nucléaire", référencé REGDOC-2.12.1[24] ;
- le document d'application de la réglementation "Cote de sécurité donnant accès aux sites", référencé REGDOC-2.12.2[24] ;
- le document d'application de la réglementation "La sécurité des substances nucléaires : sources scellées et matières nucléaires de catégories I, II et III, version 2", référencé EGDOC-2.12.3[24].

#### Organisation canadienne
Au Canada, l'autorité chargée de la sécurité nucléaire est notamment la Commission canadienne de sûreté nucléaire (CCSN) qui a le pouvoir de réglementer, d'inspecter et de juger (conformément à l'article 20 de la loi LSRN qui l'institue comme tribunal administratif). La CCSN est indépendante mais, conformément à l'article 19 de la loi LSRN, elle est liée aux instructions d'orientation générale du gouverneur en conseil.
La CCSN surveille les menaces terroristes potentielles en collaboration notamment avec le Service canadien du renseignement de sécurité, la Gendarmerie royale du Canada ainsi que le ministère de la Sécurité publique et de la Protection civile du Canada.

#### Doctrine canadienne
La CCSN réalise essentiellement un contrôle de conformité aux obligations de moyens des sites nucléaires, en lien avec les organismes d'application de la loi et du renseignement, les organisations internationales et les autres ministères fédéraux afin de veiller à ce que les matières et les installations nucléaires soient adéquatement protégées,.
Les règlements fédéraux canadiens établissent des exigences détaillées pour les installations nucléaires autorisées. Les principales exigences contenues dans le Règlement sur la sécurité nucléaire sont les suivantes :
- évaluations annuelles des menaces et des risques ;
- force d'intervention armée permanente dans les installations nucléaires les plus sensibles ;
- vérification de sécurité renforcée des employés et des entreprises prestataires ;
- contrôle accru de l'accès aux installations nucléaires ;
- analyse de la menace de référence (en collaboration entre le titulaire du permis, la CCSN, les organismes de renseignements canadiens et des organismes étrangers tels que la NRC) ;
- alimentation électrique ininterrompue des systèmes d'alarme et des autres systèmes de sécurité ;
- planification d'urgence, procédures et exercices.

Concernant les transports de combustibles irradiés, la Société de gestion des déchets nucléaires (SGDN) est responsable de l'élaboration du plan de sécurité de transport dont l'objectif est de garantir que le combustible nucléaire irradié bénéficie d'une protection physique adéquate contre les menaces de détournement et de sabotage des colis de transport. Les mesures de sécurité incluent une combinaison de mesures techniques, physiques et de surveillance destinées à protéger les colis, à détecter les menaces, à sonner l'alarme et à transmettre les informations en cas d'évènement. Le règlement de la CCSN prévoit notamment l'application des mesures de sécurité suivantes :
- Présence d'une escorte de sécurité et d'une surveillance constante ;
- Réalisation d'un Plan de sécurité du transport pour les expéditions de combustible irradié détaillant les mesures de sécurité proposées et les dispositions prévues pour l'expédition (Les mesures de sécurité telles que le personnel d'escorte, les dispositions de communication avec les forces d'intervention, les contrôles de sécurité préalables au transit, les dispositions en cas de retards ou de pannes mécaniques et les procédures à suivre pendant les haltes programmées ou les retards inattendus, doivent y être précisées) ;
- Évaluation de la sécurité, des menaces et des risques afin de relever les points à améliorer ainsi que les mesures d'atténuation possibles et de cerner les risques crédibles qui peuvent se poser ;
- Protection des informations relatives aux mesures et aux dispositions de sécurité prises.

### Aux États-Unis

#### Réglementation américaine
La réglementation américaine découle essentiellement :
- de l'Atomic Energy Act de 1954 ;
- de l'Energy Reorganization Act de 1974 ;
- du Nuclear Non-Proliferation Act de 1978 ;
- du titre 10 du Code of Federal Regulations (CFR).

Les États-Unis ont adopté l'amendement à la CPPMN le 23 juillet 2015.

#### Organisation américaine
Aux États-Unis, les autorités chargées de la sécurité nucléaire sont notamment la Commission de réglementation nucléaire des États-Unis (NRC) et la National Nuclear Security Administration (NNSA).
Créée en 1974, la NRC est une agence indépendante du gouvernement des États-Unis chargée notamment de veiller à ce que les utilisations pacifiques de l'énergie nucléaire « contribuent au maximum à la défense et à la sécurité communes et au bien-être national, et […] garantissent en permanence la capacité du gouvernement de conclure et d'appliquer des accords avec des nations ou des groupes de nations pour le contrôle des matières nucléaires spéciales ». Son bureau de sécurité nucléaire et de l'intervention en cas d'incident (NSIR) élabore la politique globale de la NRC et fournit des directives pour l'évaluation des problématiques techniques liées à la sécurité des installations nucléaires. Il constitue l'interface liée à la sécurité nucléaire avec le département de la Sécurité intérieure des États-Unis (DHS), le département de l'Énergie des États-Unis (DOE) et les autres agences américaines.
Créée en 2000, la NNSA est une agence semi-autonome du département de l'Énergie des États-Unis chargée de renforcer la sécurité nationale par l'application militaire de la science nucléaire : elle maintient et améliore la sûreté, la sécurité et l'efficacité des stocks d'armes nucléaires des États-Unis, fournit à la marine américaine une propulsion nucléaire sûre et efficace et répond aux urgences nucléaires et radiologiques aux États-Unis et à l'étranger. De fait, la NNSA est chargée de la sécurité des matières nucléaires les plus sensibles, comme le plutonium, au sein des installations et lors de leur transport.

## En Afrique

### Au Maroc

#### Réglementation marocaine
La réglementation marocaine découle essentiellement de la Loi 142-12 relative à la sûreté et à la sécurité nucléaires et radiologiques et à la création de l'agence marocaine de sûreté et de sécurité nucléaires et radiologiques.
Le Maroc a ratifié la CPPMN le 23 août 2002 puis l'amendement à la CPPMN le 10 décembre 2015.

#### Organisation marocaine
Au Maroc, l'autorité chargée de la sécurité nucléaire est l'Agence marocaine de sûreté et de sécurité nucléaires et radiologiques (AMSSNu) ; cette agence a le statut d'établissement public à caractère stratégique et est rattachée directement sous l'autorité du chef de gouvernement.

## En Asie

### Au Japon

#### Réglementation japonaise
Le Japon a adopté l'amendement à la CPPMN en juin 2014 et a effectué une mise à jour de sa réglementation. Celle-ci est notamment basée sur,, :
- "Nuclear Reactor Regulation Act" ;
- "Order for the Enforcement of Reactor Regulation Act" ;
- "Act on Prevention of Radiation Hazards Due to Radioisotopes" ;
- "Act on Punishment of Acts to Endanger Human Lives by Generating Radiation".

#### Organisation japonaise
Au Japon, l'autorité chargée de la sécurité nucléaire est notamment l'Autorité de réglementation nucléaire (NRA), via sa division de la sécurité nucléaire au sein du département de radioprotection.

## En Europe

### Traité instituant la Communauté européenne de l'énergie atomique (Euratom)
Signé en 1957, le Traité instituant la Communauté européenne de l'énergie atomique, dit traité Euratom, établit une des conditions nécessaires à l'accomplissement de sa mission : « garantir, par les contrôles appropriés, que les matières nucléaires ne sont pas détournées à d'autres fins que celles auxquelles elles sont destinées ».
Cette garantie établit un contrôle de sécurité strict, détaillé dans le chapitre 7 du traité, afin d'empêcher que les matières nucléaires civiles ne soient détournées :
- La Commission assure que les minerais et matières brutes ou fissiles ne soient pas utilisés de manière détournée. Elle assure aussi que les conditions relatives à l'approvisionnement et au respect des accords conclus soient respectées. En ce sens la Commission doit, pour assurer l'application des objectifs prévus à l'article 77, approuver les procédés à employer pour le traitement chimique des matières irradiées. De même, les matières excédentaires doivent être déposées à l'Agence ou dans tout autre dépôt que la Commission puisse contrôler. Ces matières doivent être restituées aux intéressés sur leur demande.
- La Commission peut envoyer des inspecteurs sur le territoire des États membres. Ceux-ci ont le droit d'accès à tous les lieux sur présentation d'un document attestant leur qualité. S'ils font l'objet d'un refus, un mandat peut être obtenu auprès de la Cour de justice. Ces inspecteurs sont recrutés par la Commission et doivent rendre compte des violations à celle-ci qui enjoint ensuite les États membres à y mettre fin.
- La Commission peut prendre quatre types de sanctions : l'avertissement, le retrait d'avantages particuliers, la mise de l'entreprise sous l'administration d'une personne ou d'un collège désigné par la Commission et l'État dont elle répond, et le retrait total ou partiel des matières brutes ou fissiles.

### Association des autorités européennes de sécurité nucléaire (ENSRA)
Créée en 2004, l'Association des autorités européennes de sécurité nucléaire (ENSRA) regroupe les autorités chargées de la sécurité nucléaire dans 16 pays européens.
Son principal objectif est de pouvoir échanger entre les états membres les informations utiles relatives à la sécurité nucléaire et partager leurs expériences des meilleures pratiques afin de maintenir les plus hauts niveaux d'exigence.
À compter de 2019, l'ENSRA a mis en place 3 groupes de travail traitant, respectivement, des pratiques d'inspection, des contrôles de sécurité (habilitations, autorisation d'accès, etc.) ainsi que de la sécurité des transports.
De mars à septembre 2021, l'ENSRA a organisé un séminaire européen sur la sécurité des transports régionaux.
L'ENSRA a publié en août 2021 un recueil de bonnes pratiques pour l'inspection de la sécurité des matières et installations nucléaires.

### En Belgique

#### Réglementation belge
La réglementation belge découle essentiellement de la loi du 15 avril 1994 modifiée relative à la protection de la population et de l'environnement contre les dangers résultant des rayonnements ionisants et relative à l'Agence fédérale de Contrôle nucléaire ainsi que de quatre arrêtés royaux :
1. Arrêté royal du 17 octobre 2011 relatif à la protection physique des matières nucléaires et des installations nucléaires (dit "AR Protection physique") ;
2. Arrêté royal du 17 octobre 2011 relatif à la catégorisation et à la définition de zones de sécurité au sein des installations nucléaires et des entreprises de transport nucléaire (dit "AR Zones de sécurité") ;
3. Arrêté royal du 17 octobre 2011 relatif aux attestations de sécurité pour le secteur nucléaire et réglant l'accès aux zones de sécurité, aux matières nucléaires ou aux documents nucléaires dans certaines circonstances particulières (dit "AR Attestations de sécurité") ;
4. Arrêté royal du 17 octobre 2011 portant sur la catégorisation et la protection des documents nucléaires (dit "AR Documents").

#### Organisation belge
En Belgique, l'autorité chargée de la sécurité nucléaire est notamment l'Agence fédérale de contrôle nucléaire (AFCN), établissement public relevant de la tutelle du ministre de l'Intérieur. L'agence est membre de l'ENSRA.
L'AFCN assure les missions suivantes :
- élaboration des avant-projets de loi et d'arrêté royal appelés à régir la sécurité nucléaire en Belgique ;
- agrément des systèmes de protection physique mis en place par les exploitants d'installations nucléaires et les responsables de sociétés de transport de matières nucléaires ;
- contrôle du respect de la réglementation sur la protection physique des matières et installations nucléaires dans les installations et lors de transports de matières nucléaires ;
- délivrance, sur base d'une vérification de sécurité, des attestations de sécurité permettant à des personnes étrangères à une installation d'y avoir accès ;
- autorisation de l'importation ou de l'exportation de sources radioactives.

L'Autorité nationale de Sécurité (ANS) est compétente pour délivrer ou retirer les habilitations, attestations et avis de sécurité ; elle est également responsable de la gestion et de la protection des informations classifiées en Belgique. L'ANS est une organisation composée de représentants de différentes administrations fédérales, dont notamment l'AFCN.
À la suite des attentats du 22 mars 2016 à Bruxelles, l'armée a été déployée sur les sites nucléaires belges dans le cadre de l'opération Vigilant Guardian afin de fournir une capacité de réponse armée sur ces sites, en soutien à la police locale et fédérale ; les militaires déployés n'étaient pas sous l'autorité de l'exploitant qui reste responsable des contrôles d'accès et du gardiennage des sites nucléaires,. Afin de pérenniser cette protection armée des sites nucléaires, le gouvernement belge a décidé fin 2015 de créer un corps de surveillance et de protection spécialisé au sein de la police fédérale : La Direction de la sécurisation (DAB) a été créée au sein de la Direction générale de la police administrative de la police fédérale par la Loi du 12 novembre 2017. Les 1354 agents et assistants de sécurisation de la DAB ont ainsi notamment pour mission de sécuriser les sites nucléaires.

#### Controverses sur la sécurité nucléaire en Belgique
Le 25 octobre 2006, une trentaine de militants de Greenpeace Belgium s'introduisent sur le site de la centrale nucléaire de Tihange pour y dessiner une fissure sur le dôme du réacteur nucléaire et inscrire le mot "périmé" sur une tour de refroidissement.
Le 5 août 2014, un acte de malveillance provoque la vidange de 65 000 litres d'huile nécessaires au fonctionnement de la turbine à vapeur liée au réacteur no 4 de la centrale nucléaire de Doel, entraînant l'arrêt de la centrale et des dégâts importants.
Fin 2015, la maison du directeur du programme de recherche et de développement nucléaire en Belgique est espionnée par des personnes en lien avec les auteurs des attentats de Paris en novembre 2015[pertinence contestée].
Le 10 octobre 2017, un rapport d'experts mandatés par l'association écologiste Greenpeace, mettant en cause la sécurité des installations nucléaires françaises et belges, est remis aux autorités. Il pointe une possible vulnérabilité des centrales face aux risques d'attaque extérieure, en particulier de certaines installations telles que les piscines d'entreposage des combustibles nucléaires usés.

### En Espagne

#### Réglementation espagnole
La réglementation espagnole découle principalement :
- de la loi 25/1964 du 29 avril 1964 sur l'énergie nucléaire[57], modifiée par la loi no 24/2005 ;
- du décret royal 1308/2011 du 26 septembre 2011 relatif à la protection physique des installations, des matières nucléaires et des sources radioactives[58] ;
- de l'instruction IS/41 du 26 juillet 2016 relative aux prescriptions liées à la protection physique des sources radioactives[59].

#### Organisation espagnole
En application de l'article 6 du décret royal 1308/2011, la sécurité nucléaire en Espagne est essentiellement partagée entre la direction générale de la politique énergétique et des mines du ministère de la Transition écologique et du Défi démographique, le Ministère de l'intérieur (MIR) et le Conseil de sécurité nucléaire (CSN). Afin d'assurer une coordination, le MIR et le CSN ont signé en 2007 un accord relatif à "la planification, à la préparation et à la réaction aux urgences nucléaires et radiologiques et à la protection physique des personnes, installations, activités et matériaux nucléaires et radioactifs" ; ils sont tous deux membres de l'ENSRA.
En application de l'article 41 du décret royal 1308/2011, les inspections relatives aux matières et installations nucléaires ainsi que leur transport sont assurées par les personnels du MIR et du CSN.
Une unité d'intervention de la Garde civile est installée en permanence dans chacune des centrales nucléaires ; cela représente 305 gendarmes en 2017, pour un total de 490 membres de cette unité d'intervention.

#### Controverses sur la sécurité nucléaire en Espagne
Le 15 février 2011, 16 militants de l'organisation écologiste Greenpeace pénètrent pénètrent dans la centrale nucléaire de Cofrentes et accrochent une banderole où est inscrit « riesgo nuclear, risque nucléaire » sur une tour de réfrigération,.

### En France

#### Réglementation française
À l'origine du programme nucléaire français, le Commissariat à l'énergie atomique était entièrement responsable de la protection des matières nucléaires qu'il était seul à détenir ; il se fixait ainsi ses propres exigences.
À la suite de la signature de la Convention sur la protection physique des matières nucléaires (CPPMN) en 1979, la France décide de se doter d'une législation pour protéger les matières nucléaires : la loi no 80-572 du 25 juillet 1980 sur la protection et le contrôle des matières nucléaires et ses décrets d'application de 1981 ont défini les principes et les dispositions à mettre en œuvre pour prévenir et détecter toute disparition, vol ou détournement de matières nucléaires, dans leurs installations ou pendant leur transport. Le contrôle de ce dispositif, appelé "Contrôle national des matières nucléaires", était exercé par le service de sécurité des infrastructures économiques et nucléaires (SIEN) du Haut fonctionnaire de défense (HFD) du ministère chargé de l'industrie, appuyé par l'Institut de protection et de sûreté nucléaire (IPSN).

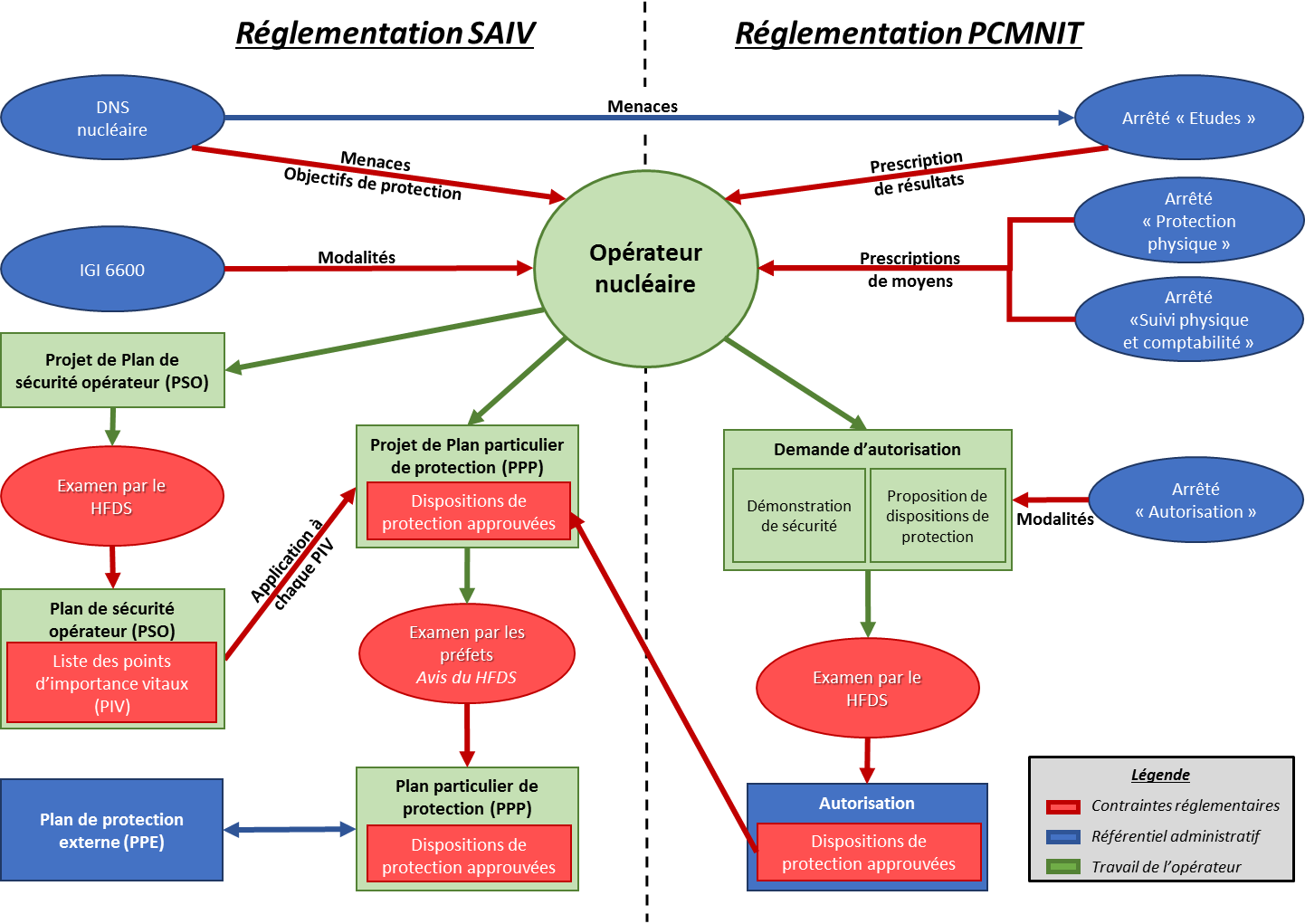
Architecture des réglementations SAIV et PCMNIT.

À la suite des attentats du 11 septembre 2001 et de l'amendement de la CPPMN signé en 2005, la France a décidé de renforcer son dispositif législatif et réglementaire pour mieux faire face aux menaces de sabotage. Cette rénovation s'est notamment concrétisée par la réglementation appelée "Protection et contrôle des matières nucléaires, de leurs installations et de leurs transports (PCMNIT)" qui découle des articles L.1333-1 et R.1333-1 et suivants du code de la défense et par ses arrêtés d'application :
- arrêté du 18 août 2010 relatif à la protection et au contrôle des matières nucléaires en cours de transport (dit arrêté "Transport") ;
- arrêté du 31 mai 2011 relatif aux mesures de suivi physique, de comptabilité et de protection physique applicables aux matières nucléaires faisant l'objet d'une déclaration ainsi qu'à la forme et aux modalités de la déclaration (dit arrêté "Déclarants") ;
- arrêté du 9 juin 2011 fixant les conditions de mise en œuvre du suivi physique et de la comptabilité des matières nucléaires dont la détention relève d'une autorisation (dit arrêté "Suivi physique et comptabilité") ;
- arrêté du 10 juin 2011 relatif à la protection physique des installations abritant des matières nucléaires dont la détention relève d'une autorisation (dit arrêté "Protection physique") ;
- arrêté du 3 août 2011 relatif aux modalités de réalisation de l'étude prévue à l'article R. 1333-4 du code de la défense pour la protection des matières nucléaires et de leurs installations (dit arrêté "Études") ;
- arrêté du 5 août 2011 relatif aux modalités de la demande et à la forme de l'autorisation requise par l'article L. 1333-2 du code de la défense (dit arrêté "Autorisation") ;
- arrêté du 26 décembre 2012 relatif aux conditions de conventionnement des sites d'étape pour les transports routiers de matières nucléaires civiles des catégories I et II (dit arrêté "Sites d'étape").

Cette réglementation PCMNIT s'articule avec la réglementation Secteur et activité d'importance vitale (SAIV), qui découle des articles L.1332-1 et R.1332-1 et suivants du code de la défense, de l'arrêté du 27 août 2009 portant approbation de la directive nationale de sécurité (DNS) du nucléaire (classé "Confidentiel défense - Spécial France") et de l'instruction générale interministérielle relative à la sécurité des activités d'importance vitale no 6600 du 7 janvier 2014 (dite "IGI 6600").
La pratique du contrôle a été rénovée en 2014 : initialement basé sur un contrôle de conformité aux exigences techniques, il vise maintenant en plus à évaluer les dispositifs de protection dans leur ensemble.

#### Organisation française
En France, les autorités chargées du contrôle de la sécurité nucléaire sont le département de la sécurité nucléaire (DSN), du service du Haut fonctionnaire de défense et de sécurité (HFDS) du ministère chargé de l'énergie ainsi que la direction de la protection des installations, moyens et activités de la défense (DPID) du ministère de la Défense. Ces autorités bénéficient de l'appui technique et du concours de la Direction de l'expertise nucléaire de défense et de sécurité (DEND). Le DSN est un membre de l'ENSRA.
En appui également à ces autorités, le Commandement spécialisé pour la sécurité nucléaire (CoSSeN), relevant conjointement du ministre chargé de l'énergie et du ministre de l'intérieur et rattaché au Directeur général de la gendarmerie nationale, est chargé de :
- développer la doctrine d'intervention des forces de sécurité de l'État ;
- centraliser le renseignement relatif aux menaces à la sécurité nucléaire ;
- assurer le contrôle et le suivi administratif des personnes accédant aux installations.

Concernant les obligations internationales, le Comité technique Euratom (CTE) assure le suivi de l'application des contrôles internationaux sur les matières nucléaires menés en France par la Commission européenne et par l'AIEA. Le CTE, placé sous l'autorité du Premier ministre et composé d'experts du CEA, s'appuie également sur la DEND pour l'accomplissement de ces missions y compris pour l'accompagnement des inspections internationales sur le territoire français.

#### Doctrine française
La réglementation PCMNIT impose aux opérateurs nucléaires (notamment EDF, le Commissariat à l'énergie atomique et aux énergies alternatives [CEA], Orano, Framatome, l'Institut Laue-Langevin [ILL] et l'Agence nationale de gestion des déchets radioactifs [ANDRA]) d'apporter la démonstration de l'efficacité de leur système de sécurité nucléaire vis-à-vis des menaces dimensionnées dans la directive nationale de sécurité (DNS) et des cibles potentielles identifiées par leurs études de sensibilité caractérisant les conséquences maximales possibles.
Cette démonstration, protégée par le secret de la défense nationale, se décline sur trois niveaux :
- la stratégie de sécurité qui décrit l'articulation choisie par l'opérateur de ses fonctions de sécurité afin de protéger les cibles potentielles des menaces de la DNS ;
- les objectifs de performance qui identifient les performances minimales (quantitatives ou qualitatives) nécessaires de chaque fonction de sécurité pour que la stratégie de sécurité soit efficace ;
- des garanties d'ordres techniques, humaines et organisationnelles associées à chaque objectif de performance.

Pour maintenir l'efficience de cette démonstration dans le temps, les opérateurs doivent mettre en place un management par la qualité de ce système de sécurité.

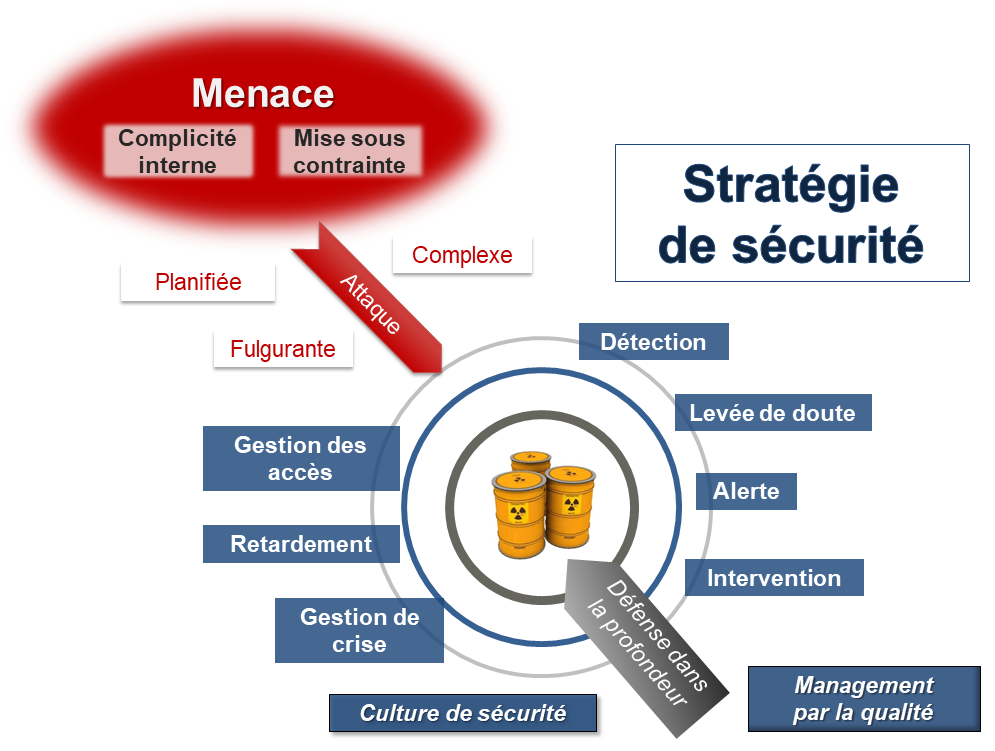
Fonctions de sécurité nucléaire.

Les fonctions de sécurité composant ce système sont essentiellement les suivantes, :
- la gestion des accès permettant aux personnes autorisées d'accéder tant aux locaux, qu'aux matières ou aux systèmes informatiques ;
- la détection de tout acte malveillant (intrusion, sabotage, vol…) constituant le point de départ de la réponse sécuritaire de l'opérateur en permettant notamment l'alerte interne et externe ;
- la levée de doute, inhérente à la fonction de détection pour discriminer les déclenchements intempestifs, mais également d'éventuelles diversions ;
- le retardement permettant de donner le temps nécessaire, après la détection, à la réponse sécuritaire de l'opérateur ;
- l'intervention constituant la principale réponse sécuritaire de l'opérateur et permettant notamment de neutraliser ou fixer la menace avant l'arrivée de renforts de l'État ; celle-ci est constituée[76],[77] :
  - des formations locales de sécurité (FLS) pour les centres du Commissariat à l'énergie atomique et aux énergies alternatives (CEA)[78],[79] et les sites d'Orano[80], qui sont des services de sécurité interne soumis au contrôle du Conseil national des activités privées de sécurité (CNAPS),
  - des pelotons spécialisé de protection de la gendarmerie (PSPG) pour les centrales nucléaires d'EDF[81] et certains sites du CEA dédiés à la dissuasion[82], qui font l'objet d'une convention entre l'opérateur et la Gendarmerie nationale ;
  - des escadrons de gendarmerie mobile pour l'escorte des transports d'Orano TN et faisant l'objet d'une convention avec la Gendarmerie nationale ;
- la gestion de crise permettant à l'opérateur de gérer l'évènement après les phases réflexes assurées par les fonctions précédentes.

Dernière fonction plus transverse, la culture de sécurité consiste à développer des attitudes sécuritaires au sein d'organisations dont ce n'est pas le cœur de métier.

#### Controverses sur la sécurité nucléaire en France

##### Concernant le risque d'intrusion
L'association écologiste et antinucléaire Greenpeace organise depuis les années 2000 des intrusions médiatisées dans des centrales nucléaires françaises (voir Greenpeace#Actions). Ces intrusions font l'objet de condamnation par la justice française, de plus en plus sévères, notamment à la suite de la création des zones nucléaires à accès réglementé (ZNAR), pour lesquelles des sanctions sont applicables en cas de franchissent non autorisé.
Le 10 octobre 2017, un rapport d'experts mandatés par Greenpeace, mettant en cause la sécurité des installations nucléaires françaises et belges, est remis aux autorités. Il pointe une possible vulnérabilité des centrales face aux risques d'attaque extérieure, en particulier de certaines installations telles que les piscines d'entreposage du combustible nucléaire usé,.
Compte tenu de l'augmentation du nombre d'incidents survenus au sein des centrales nucléaires françaises au cours des dernières années 2010 (qui ne dépassent jamais le niveau 2 sur l'échelle INES), ainsi que des incursions répétées de militants opposés à l'énergie nucléaire, une commission d'enquête sur la sûreté et la sécurité des installations nucléaires, présidée par le député Paul Christophe, est créée par l'Assemblée nationale en février 2018. Son rapport, élaboré par la députée Barbara Pompili, est remis le 5 juillet 2018 et préconise 33 mesures pour améliorer la sécurité et la sûreté des sites nucléaires français,,. Cette commission d'enquête et son rapport font l'objet de vives critiques car ils sont considérés comme partiaux,.

### Au Royaume-Uni

#### Réglementation britannique
La réglementation applicable au Royaume-Uni découle essentiellement :
- du Nuclear Industries Security Regulations 2003 ;
- du Nuclear Security (Secretary of State Security Directions) Regulations 2018.

#### Organisation britannique
Au Royaume-Uni, les autorités chargées de la sécurité nucléaire sont notamment l'Office for Nuclear Regulation (ONR) et la Civil Nuclear Constabulary (en) (CNC).
L'ONR, via son programme Civil Nuclear Security (CNS), est chargé d'approuver les dispositions de sécurité applicable à l'industrie nucléaire civile et de veiller au respect des règles afin de prévenir le vol ou le sabotage de matières nucléaires ou autres matières radioactives, le sabotage des installations nucléaires, en prenant en compte l'ensemble des mesures de protection (c'est-à-dire la protection physique, la sécurité du personnel, la cybersécurité et la protection de l'information). L'ONR est membre de l'ENSRA.
La CNC, créée en 2005, fait légalement partie de la Civil Nuclear Police Authority (CNPA) (en). Forte de plus de 1500 personnes, elle est la force de police chargée de la protection anti-terroriste des sites nucléaires civils et des matières nucléaires en Angleterre, en Écosse et au Pays de Galles.

### En Russie

#### Réglementation russe
La réglementation russe applicable est la suivante, :
- Loi fédérale no 256-ФЗ du 21 juillet 2011 sur la sécurité des installations du complexe des combustibles et d'énergie ;
- Décret no 458 du gouvernement de la fédération de Russie du 5 mai 2012 fixant les règles pour assurer la sécurité et la protection contre le terrorisme du complexe des combustibles et de l'énergie ;
- Décret no 861 du gouvernement de la fédération de Russie du 1er octobre 2012 fixant les règles relatives à l'information sur les menaces et la commission d'actes d'ingérence illégale dans les installations du complexe des combustibles et de l'énergie ;
- Décret no 993 du gouvernement de la fédération de Russie du 19 septembre 2015 fixant les exigences de sécurité pour les installations du complexe des combustibles et de l'énergie ;
- Décret no 1067 du gouvernement de la fédération de Russie du 20 octobre 2016 fixant les règles de mise en œuvre par le Service fédéral des troupes de la Garde nationale de la fédération de Russie et ses organes territoriaux sous le contrôle de l'État fédéral afin de garantir la sécurité du complexe des combustibles et de l'énergie ;
- Ordre no 418 du Service fédéral de la Garde nationale des troupes de la fédération de Russie du 3 octobre 2017 approuvant le règlement administratif pour l'exécution par le service fédéral de la garde nationale de la fédération de Russie de la fonction de l'État pour la mise en œuvre du contrôle de l'État fédéral (supervision) sur la garantie de la sécurité du complexe des combustibles et d'énergie ;
- "Regulations on physical protection of radioactive substances,radiation sources and storage facilities", référencées NP-034-15 ;
- "Rules of physical protection of radioactive substances and radioactive sources during transportation", référencées NP-073-11 ;
- "Requirements to physical protection systems of nuclear materials, nuclear facilities and nuclear material storage facilities", référencées NP-083-15 ;
- "Requirementsto physical protection of ships with nuclear power installations and ships for nuclear materials transportation" référencées NP-085-10.

#### Organisation russe
En Russie, les autorités responsables de la sécurité nucléaire sont :
- le Service fédéral de l'écologie, des technologies et du contrôle nucléaire en Russie (Rostekhnadzor), chargé notamment du contrôle de la protection physique[95] ;
- le Service fédéral des troupes de la garde nationale de la fédération de Russie, chargée de la surveillance et du contrôle de la sécurité des installations de combustible et d'énergie[93].

### En Suisse
En Suisse, il convient de noter que la terminologie française est différente des standards de l'AIEA : la sécurité nucléaire y est couverte par la "sûreté".

#### Règlementation suisse
La réglementation suisse découle essentiellement de :
- la loi sur l'énergie nucléaire du 21 mars 2003 (dite "LENu") ;
- de l'ordonnance sur l'énergie nucléaire du 10 décembre 2004 (dite "OENu") ;
- de l'ordonnance du Département fédéral de l'environnement, des transports, de l'énergie et de la communication (DETEC) sur les hypothèses de risque et sur les mesures de sûreté pour les installations et les matières nucléaires du 16 avril 2008.

#### Organisation suisse
L'article 6 de l'ordonnance du 16 avril 2008, précise que l'autorité chargée de la surveillance de la sécurité nucléaire est l'Inspection fédérale de la sécurité nucléaire (IFSN), via son directeur du domaine spécialisé "radioprotection". Elle est également chargée d'élaborer des directives secrètes permettant de mettre en œuvre les principes de l'ordonnance du 16 avril 2008. L'IFSN est membre de l'ENSRA.
Dans le cadre d'un contrat la collaboration et l'échange d'informations, les services de renseignements suisses mettent à la disposition de l'IFSN les informations utiles pour élaborer le référentiel de menace.
L'Office fédéral de l'énergie (OFEN) du Département fédéral de l'environnement, des transports, de l'énergie et de la communication (DETEC) est chargé de délivrer les autorisations de transport des combustibles nucléaires et des déchets radioactifs. Il est également chargé du contrôle et de la comptabilité des matières nucléaires ainsi que du respect des engagements internationaux dans les domaines du cycle du combustible nucléaire et du contrôle des exportations de matières nucléaires.

#### Controverses sur la sécurité nucléaire en Suisse
Le 5 mars 2014, une trentaine de militants de Greenpeace se sont introduits sur le site de la centrale nucléaire de Beznau pour exiger la mise à l'arrêt immédiate.

## Liste des événements malveillants
Le Consortium national pour les études sur le terrorisme et les réponses au terrorisme (START) (en) de l'université du Maryland a élaboré une base de données relative aux tentatives d'intrusion ou de dégradation ayant visé des sites nucléaires, appelée "NuFAD". Celle-ci recense 80 événements malveillants qui se sont déroulés dans le monde entre 1961 et 2014.
L'AIEA publie annuellement un bilan des évènements que 139 États membres ont signalé sur la base de données sur les incidents et les cas de trafic (ITDB) de l'AIEA, ; au 31 décembre 2019, 3686 incidents confirmés ont été signalés depuis 1993 dont :
- 290 incidents impliquant un acte confirmé ou probable de trafic ou d'utilisation malveillante (Groupe I) ;
- 1023 incidents pour lesquels les informations sont insuffisantes pour déterminer s'il s'agit de trafic ou d'utilisation malveillante (Groupe II) ;
- 2373 incidents qui ne sont pas liés au trafic ou à l'utilisation malveillante (Groupe III) ;
- 189 incidents signalés en 2019.